# Ateleia ovata
Ateleia ovata är en ärtväxtart som beskrevs av Robert H Mohlenbrock. Ateleia ovata ingår i släktet Ateleia och familjen ärtväxter. Inga underarter finns listade i Catalogue of Life.